# Niñera de adultos
Niñera de adultos es una Teleserie paraguaya protagonizada por José Ayala y Nico García, se trata de una comedia que refleja la vida de dos jóvenes cuya situación monetaria es elevada.

## Trama
Rodri y J son huérfanos de madre, pero ambos tienen suerte para conquistar a las mujeres. 
El padre de ambos radica en los Estados Unidos, país a donde fue en busca de mejores horizontes. Él es quien envía el dinero para que se mantengan. Es así que los muchachos viven sin ningún tipo de restricciones. 
Pero un día las cosas cambian, cuando el padre, cansado de la vida fácil que llevan sus hijos, decide contratar a una niñera para enderezar sus vidas. 
Digna es el nombre de la mujer que vivirá con ellos bajo el mismo techo.
A la niñera le encanta la gente disciplinada, algo que a los jóvenes les falta. 
Ella tendrá la difícil misión de que los muchachos cumplan con la idea de su padre: Rodri deberá casarse con una mujer de su misma condición social, mientras que J deberá ingresar a la carrera de medicina y recibirse de médico con las calificaciones más altas.

## Reparto
- José Ayala como Jota.
- Nico García como Rodrigo.
- Susana Escobar como Digna Quiñonez.
- Jesús Pérez como El Padre de Jota y Rodrigo.
- María Lujan Portillo Como Carmen "Carmencita".
- Lucas Simón Cabrera como el Tío Playboy.

- Datos: Q25407520